# Flabellum pavoninum
Flabellum pavoninum är en korallart som beskrevs av René-Primevère Lesson 1831. Flabellum pavoninum ingår i släktet Flabellum och familjen Flabellidae. Inga underarter finns listade i Catalogue of Life.